# Elodes cretica
Elodes cretica es una especie de coleóptero de la familia Scirtidae.

## Distribución geográfica
Habita en Creta (Grecia).